# Auch Mimosen wollen blühen
Auch Mimosen wollen blühen ist eine deutsche Agentenfilmkomödie aus dem Jahr 1975 mit Curd Jürgens und Eric Pohlmann in den Hauptrollen zweier alternder Spione.

## Handlung
Während des Kalten Krieges im Westen: Josef Popov und Iwan Federenko sind zwei alternde Sowjetspione, die sich allmählich zur Ruhe setzen wollen. Um ihren Lebensabend zu sichern, planen sie kurz vor ihrer Pensionierung den ganz großen Coup: sie wollen einen Mikrofilm an sich bringen, den sie gewinnbringend verkaufen möchten. Doch sie sind nicht die einzigen, die hinter diesem wichtigen Geheimmaterial her sind.
Emily Hopkins, ihres Zeichens als leitende Heilsarmee-Soldatin im Auftrag des Herrn unterwegs, hat sich des Filmchens längst bemächtigt und plant, höchst irdischen Nutzen daraus zu erzielen: Sie will die begehrte Aufzeichnung an den chinesischen Geheimdienst verkaufen, der sich gleichfalls sehr interessiert zeigt. Dabei kommt es zu allerlei Verwicklungen, in die die drei betagten Herrschaften geraten, zumal auch die Briten und Amerikaner sowie zwei verführerische junge Damen, Ludmila und Miss Ly, ihre Finger im Spiel haben.

## Produktionsnotizen
Auch Mimosen wollen blühen wurde 1975 gedreht, passierte am 28. Januar 1976 die FSK-Prüfung und wurde am 6. Februar 1976 uraufgeführt.
Die Herstellungsleitung hatte Walter Tjaden, dessen vorletzter Film dies war, die Gesamtleitung Franz Antel. Kurt Kodal war einer der beiden Produktionsleiter. Die Filmbauten entwarf Peter Rothe, die Ausstattung übernahm Robert Fabiankovich. Die Kostüme stammen von Waltraud Freitag.

## Anmerkung
Auch Mimosen wollen blühen war ein durch staatliche Gesetzgebung geförderter, typischer Abschreibungsfilm jener Jahre (1975 bis 1978). Diese Art Filme, zumeist produziert von den auf diese Finanzierungsform spezialisierten Firmen Cinema 77 und Geria, finanzierten sich über Investitionen von Anlegern, mit denen diese anstrebten, Steuern zu sparen. Das Gros dieser Filme – darunter auch Der Geheimnisträger, Frauenstation, Lady Dracula und Das chinesische Wunder – waren dementsprechend einerseits hochrangig besetzt und teuer (wenngleich nur selten hochwertig) produziert, erwies sich andererseits aber regelmäßig als veritabler Kassenflop. Aufgrund der trotz bekannter Schauspieler (von Heinz Rühmann und Curd Jürgens über Horst Buchholz und Stephen Boyd bis zu Theo Lingen und Senta Berger) und erfahrener Regisseure (wie Wolfgang Liebeneiner und Rolf Thiele) bisweilen sehr schlechten Qualität dieser Filme, gab es regelmäßig große Schwierigkeiten, für diese Produktionen einen Verleih zu finden. Während Der Geheimnisträger und Auch Mimosen wollen blühen relativ zügig nach Ende der Dreharbeiten in die Kinos gelangten, verzögerten sich die Uraufführungstermine anderer Abschreibungsproduktionen mitunter erheblich: Das chinesische Wunder und Frauenstation (beide im Herbst 1975 gedreht) wurden erst 1977 uraufgeführt, Lady Dracula (ebenfalls im Herbst 1975 entstanden) kam sogar erst 1978 in die Kinos. Mimosen-Produzent Hans Pflüger war bei der Herstellung von Abschreibungsfilmen besonders rührig.

## Kritik
„Mißglückter Versuch einer Agentenfilmparodie.“

„Weder der Autor noch der Regisseur bewiesen blühende Phantasie.“